# Olav Kidde
Olav Kristensen Kidde (født 11. december 1892 i Uggerløse ved Tølløse, død 24. august 1968 i Rungsted) var en dansk officer og modstandsmand.
Han voksede op på en gård i Varpelev på Stevns og i Glostrup. Kidde var søn af landmand og senere margarinefabrikant Mads Peter Christensen Kidde (1858-1946) og dennes hustru Marie Kidde, født Olsen (1861-1939).
Kidde blev efter at have fuldført Hærens Officersskole sekondløjtnant i 1915, premierløjtnant 1920 og tog officersskolens generalstabskursus 1928-30, hvorefter han tjente som adjutant hos generalinspektøren for fodfolket 1930-36. I 1932 blev han kaptajnløjtnant og tjenestegjorde i Generalstaben 1932-36. Han blev kaptajn 1936, men fik afsked fra hærens linje i 1942 pga. alder og blev ansat "i nummer" i hærens reserve. Kidde gik ind i illegalt arbejde kort efter hærens opløsning 29. august 1943 og fungerede som stabschef og næstkommanderende ved modstandsbevægelsen i Roskilde Amt (militærgruppe) 1944-45.
Efter krigen blev han udnævnt til oberstløjtnant af forstærkningen i 1946, men blev i 1948 genansat som linjeofficer og blev chef for for 7. bataljon, der var tilknyttet Den Danske Brigade i Tyskland. I 1951 blev han overflyttet til det nyetablerede flyvevåben med rang af oberst og var frem til sin pensionering i 1955 til rådighed for flyverkommandoen som konsulent og stabsofficer.

## Ægteskab
Gift 29. juli 1922 med Ellen Biering (29. december 1896 i Roskilde – 5. november 1963 i Rungsted), datter af læge Christian Henrik Biering (død 1932) og dennes hustru Emma Karoline Biering, født Limkilde (død 1948).

## Ordener og tillidshverv
Olav Kidde var Ridder af Dannebrog og Dannebrogsmand. Han var en af de seks officerer, der bar dronning Alexandrines kiste ved hendes begravelse.